# María Vicenta Crespo Domínguez
Vicenta Crespo Domínguez (Beniarrés, 14 d'abril de 1958) és una política socialista valenciana, diputada a les Corts Valencianes en la VII i VIII legislatures.
Llicenciada en filologia hispànica, ha treballat com a professora d'institut d'ensenyament mitjà. Militant del PSPV-PSOE, de 1991 a 2003 fou alcaldessa de Beniarrés, regidora de l'ajuntament de Fageca de 2003 a 2007 i presidenta de la Mancomunitat Xarpolar de 2001 a 2007. Ha estat escollida diputada per la província d'Alacant a les eleccions a les Corts Valencianes de 2007 i 2011. De 2011 a 2015 fou secretària de la Comissió de Control de l'Actuació de la RTVV i Societats que en depenen.